# Philip Larkin
Philip Arthur Larkin (Coventry, 9 de agosto de 1922-Hull, 2 de diciembre de 1985), conocido como Philip Larkin, fue un poeta, bibliotecario, novelista y crítico de jazz británico. En 1945 publicó su primer libro de poesía, El barco del norte, al que le siguieron dos novelas, Jill (1946) y Una chica en invierno (1947), pero adquirió notabilidad en 1955 con la publicación de su segunda colección de poemas, Un engaño menor, seguido por Las bodas de Pentecostés (1964) y Ventanas altas (1974). Entre 1961 y 1971, trabajó en el periódico The Daily Telegraph como su crítico de jazz (sus artículos fueron compilados posteriormente en All What Jazz: Escritos sobre jazz 1961–71, de 1985), y editó The Oxford Book of Twentieth-Century English Verse (1973). Recibió varios honores, incluyendo la Queen's Gold Medal for Poetry. En 1984, después de la muerte de John Betjeman, le fue ofrecida la posición de poeta laureado del Reino Unido, la cual rechazó. Es considerado por la crítica como uno de los poetas ingleses más aclamados de la segunda mitad del siglo XX.
Después de graduarse de Oxford en 1943 con títulos en inglés y literatura inglesa, Larkin comenzó a trabajar como bibliotecario. Durante los treinta años en los que se desempeñó como bibliotecario universitario en la Biblioteca Brynmor Jones de la Universidad de Hull produjo la mayor parte de su obra publicada. Sus poemas están marcados por lo que el poeta inglés Andrew Motion describe como una «exactitud melancólica y muy inglesa para tratar las emociones, los lugares y las relaciones». Eric Homberger mencionó que Larkin era «el corazón más triste en el mercado de posguerra», y el mismo Larkin dijo que la pobreza era para él lo que los narcisos eran para Wordsworth. Influenciado por W. H. Auden, W. B. Yeats y Thomas Hardy, sus poemas están formados por versos muy estructurados, pero flexibles. Jean Hartley, la exesposa del editor del poeta, George Hartley (The Marvell Press), los describió como «una mezcla estimulante de lirismo y descontento», aunque el antólogo Keith Tuma aseguró que hay más en la obra de Larkin que lo que sugiere su reputación de pesimista adusto.
La personalidad pública de Larkin era la de un inglés solitario e insensato a quien no le gustaba la fama y que no tenía paciencia para los enredos de la vida literaria pública. En 1992, cuando el poeta y escritor Anthony Thwaite publicó de manera póstuma sus cartas, se generó una controversia sobre su vida personal y sus opiniones políticas, descrita por John Banville como escalofriante, pero también divertida en cierto punto. La historiadora británica Lisa Jardine lo describió como un «racista empedernido y misógino», pero el académico John Osborne sostuvo en 2008 que «lo peor que pudieron descubrir sobre Larkin fueron unas pocas cartas supinas y que le gustaba el porno más suave que el que entretiene a las masas». A pesar de la controversia, fue elegido en una encuesta de 2003 (casi dos décadas después de su muerte) organizada por la Poetry Book Society como el poeta más aclamado de los últimos cincuenta años, y en 2008 The Times lo nombró el mejor poeta de posguerra de Gran Bretaña.
En 2010, veinticinco años después de su fallecimiento, la ciudad donde vivía Larkin, Kingston upon Hull, lo conmemoró con el Festival Larkin 25. El festival culminó el 2 de diciembre, el día del vigésimo quinto aniversario de su muerte, con la revelación de una estatua erigida en su honor y esculpida por Martin Jennings.

## Primeros años y educación

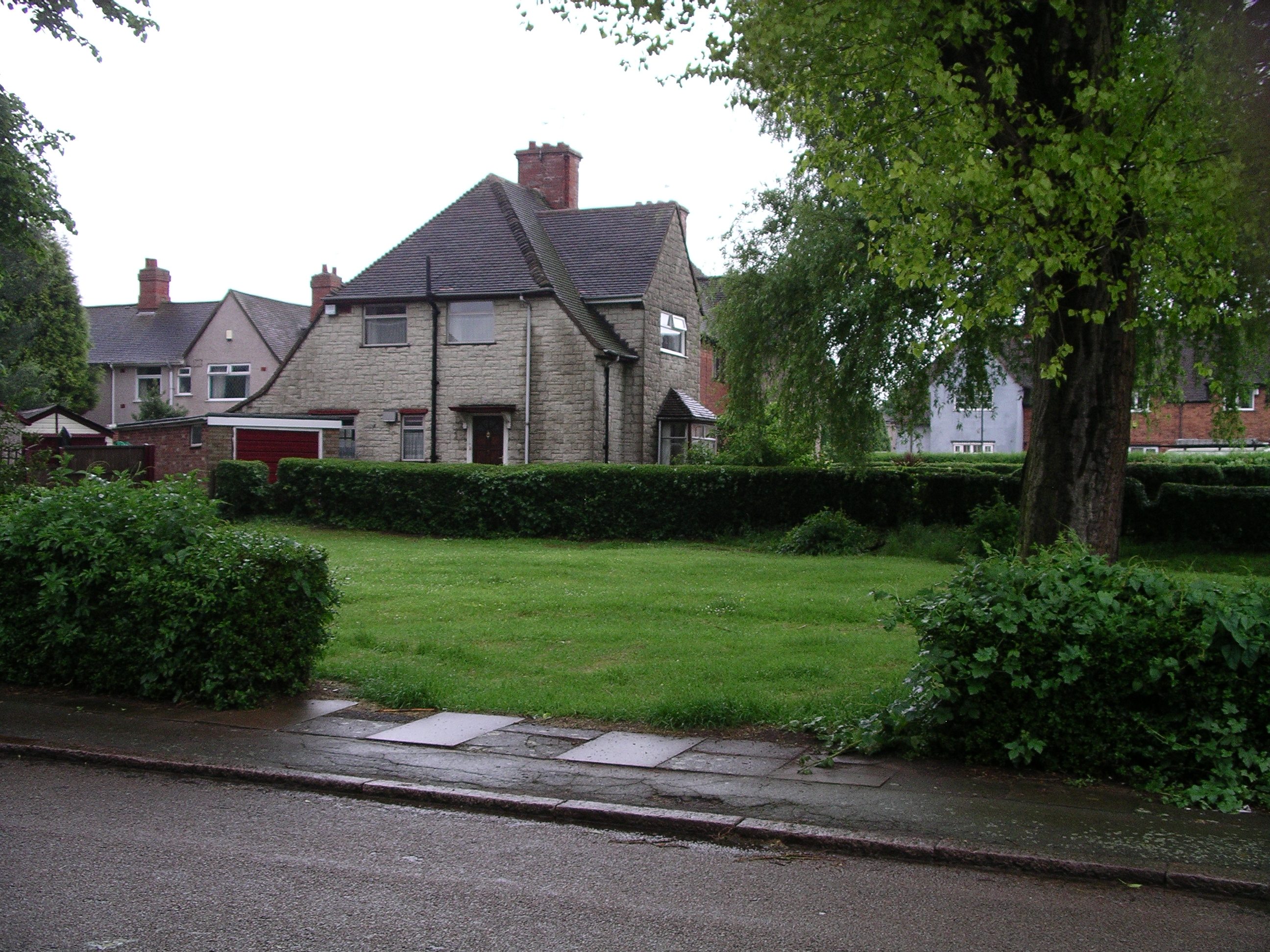
La antigua casa de los padres de Larkin, en Radford.

Philip Larkin nació el 9 de agosto de 1922 en Coventry, como el único varón e hijo menor de Sydney Larkin (1884–1948), nativo de Lichfield, y su esposa, Eva Emily Day (1886–1977) de Epping. La familia vivió en Radford, Coventry hasta que Philip cumplió cinco años de edad, cuando se mudó a una casa grande de tres pisos, con dependencias para sirvientes, cercana a la estación de trenes de Coventry y a la Escuela Rey Enrique VIII, en Manor Road. En la década de 1960, después de haber sobrevivido a los bombardeos durante la Segunda Guerra Mundial, su antigua casa de Manor Road fue demolida como parte de un programa de modernización de caminos. Su hermana Catherine, apodada Kitty, era diez años mayor que él. Su padre, un hombre que había llegado a ser tesorero de la ciudad de Coventry por sus propios medios, era un individuo singular, «desilusionado nihilísticamente en la edad mediana», amante de la literatura y simpatizante entusiasta del nazismo: asistió a dos de los congresos de Núremberg a mediados de la década de 1930. Desde pequeño, le leyó a su hijo las obras de Ezra Pound, T. S. Eliot, James Joyce y en especial las de D. H. Lawrence. Su madre era una mujer nerviosa y pasiva, «una especie de ser defectuoso, cuyo ideal es 'sufrir un colapso' y que se hagan cargo de ella», dominada por su esposo.
Los primeros años de vida de Larkin fueron poco comunes en ciertos aspectos: recibió su educación primaria en su casa hasta que cumplió ocho años de edad, instruido por su madre y su hermana; la familia nunca recibía visitas de parientes o amigos, y en esa época se volvió tartamudo. No obstante, cuando comenzó a asistir a la Escuela Primaria Rey Enrique VIII en Coventry se adaptó enseguida y trabó amistades íntimas y duraderas, con compañeros como James «Jim» Sutton, Colin Gunner y Noel «Josh» Hughes. Aunque la relación con su familia era relativamente fría, sus padres lo apoyaban. Por ejemplo, al descubrir su profunda pasión por el jazz, le compraron una batería y un saxofón, y lo suscribieron a la revista estadounidense de jazz Down Beat. De la escuela primaria pasó a la Escuela Secundaria Rey Enrique VIII, en la que obtuvo a duras penas su certificado de estudios a los dieciséis años de edad. Pese a sus calificaciones, se le permitió continuar en la escuela; dos años más tarde obtuvo distinciones en Inglés e Historia, y pasó los exámenes de ingreso para el St John's College, de Oxford, para estudiar Inglés.
Larkin comenzó en Oxford en octubre de 1940, un año después del estallido de la Segunda Guerra Mundial. Las antiguas tradiciones clasistas de la universidad habían disminuido, por lo menos durante esa época, y la mayoría de los hombres aspiraban a obtener títulos truncados por la guerra. Larkin no pasó su examen médico militar debido a su mala visión, por lo que pudo estudiar durante los tres años correspondientes en la universidad. A través de su tutor, Norman Iles, conoció a Kingsley Amis, quien alentó su gusto por el ridículo y la irreverencia y que sería su amigo durante el resto de su vida. Amis, él mismo y otros amigos de la universidad formaron un grupo que denominaron «Los Siete», y que se reunía para discutir sus poesías, escuchar jazz y beber con entusiasmo. Durante esta época tuvo su primera interacción social verdadera con el sexo opuesto, pero no realizó avances románticos. En 1943, presentó sus exámenes finales y, tras haberle dedicado mucho tiempo a su literatura personal, se sorprendió gratamente cuando recibió un título de graduado de primera clase.

## Principios de su carrera

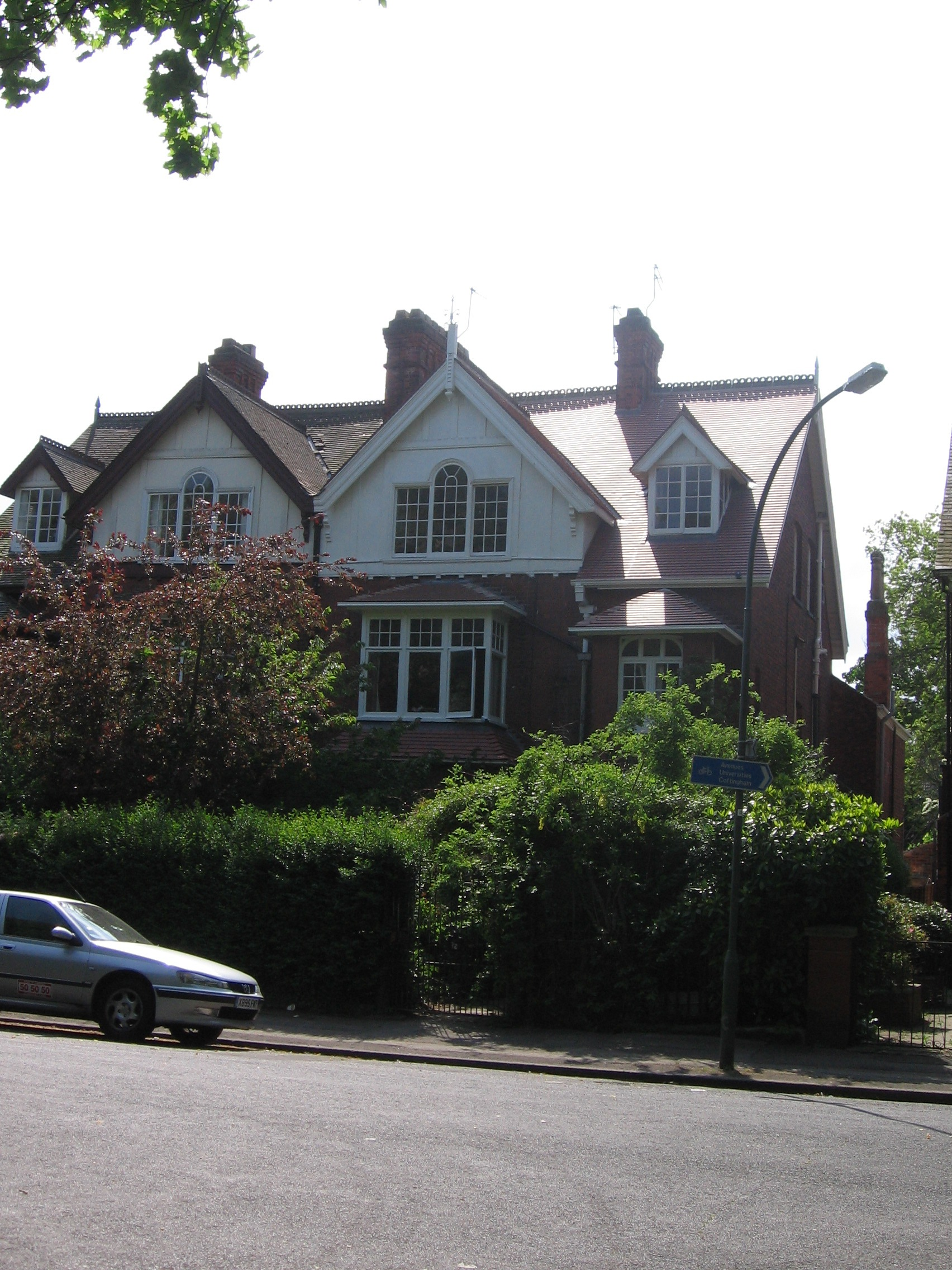
El departamento en Hull donde Larkin vivió entre 1956 y 1974.

En el otoño de 1943, Larkin comenzó a trabajar como bibliotecario en la biblioteca pública de Wellington, Shropshire. En la primavera del año siguiente conoció allí a su primera novia, Ruth Bowman, una estudiante de secundaria de dieciséis años de edad. En el otoño de 1945, Ruth se mudó a Londres para continuar sus estudios en el King's College; durante sus visitas a la ciudad, su amistad se convirtió en una relación romántica. Hacia junio de 1946, Larkin estaba a mitad de camino para calificar como miembro de la Asociación de Bibliotecarios y trabajaba como bibliotecario asistente en la Universidad de Leicester. Las visitas de su amigo Kingsley Amis y sus reuniones en la sala común de la universidad inspiraron a Amis para escribir Lucky Jim (1959), la novela que lo hizo famoso y en cuya gestación el poeta colaboró considerablemente. Seis semanas después de la muerte de su padre por cáncer en marzo de 1948, Larkin le propuso matrimonio a Ruth, y ese verano la pareja pasó sus vacaciones en el Wessex de Thomas Hardy.
En junio de 1950, Larkin fue seleccionado para trabajar como asistente de bibliotecario en la Universidad Queen's de Belfast, un puesto que ocuparía en septiembre del mismo año. Antes de su partida, Ruth y él se separaron. En algún momento entre que obtuvo el trabajo en Queen's y el final de su compromiso con Ruth, su amistad con Monica Jones, una profesora de inglés en Leicester, también se convirtió en una relación amorosa. Pasó cinco años en Belfast, que parecen haber sido los más felices de su vida. Mientras continuaba su relación con Jones, también tuvo «el romance erótico más satisfactorio de su vida» con Patsy Strang, quien en ese momento se encontraba en un matrimonio abierto con otro bibliotecario. En un momento ella se ofreció a dejar a su esposo para casarse con él; sin embargo, desde el verano de 1951 en adelante, Larkin siempre tomó sus vacaciones junto a Jones en varios lugares de las islas británicas. En Belfast también tuvo una amistad significativa, aunque no romántica, con Winifred Arnott (quien inspiró el poema «Líneas sobre el álbum fotográfico de una joven») que terminó cuando ella se casó en 1954. Este fue el período durante el cual le dio numerosos consejos a Kingsley Amis sobre la composición de Lucky Jim. Amis pagó la deuda dedicándole el libro terminado.
En 1955, Larkin comenzó a trabajar como bibliotecario en la biblioteca de la Universidad de Hull, un empleo que conservaría hasta su muerte. Durante su primer año vivió en bedsits, un tipo de alojamiento común en Gran Bretaña que consiste en una habitación individual con baño compartido; en 1956, cuando tenía 34 años de edad, rentó un apartamento independiente en el último piso de 32 Pearson Park, una casa de tres plantas de ladrillo rojo con vista al parque, antiguamente el Consulado estadounidense. Al parecer, fue este edificio el que inspiró el poema «Ventanas altas». Sobre la ciudad, comentó: «Nunca pensé en Hull hasta que llegué aquí. Una vez que llegué, me di cuenta de que es perfecta para mí en muchas maneras. Está un poco al límite de las cosas; creo que incluso sus nativos dirían eso. Me gusta estar al límite de las cosas». En los años de posguerra, la Universidad de Hull fue considerablemente expandida, como muchas otras universidades británicas en ese período. Cuando comenzó a trabajar allí, estaban avanzados los planos para una nueva biblioteca universitaria. Hizo un gran esfuerzo en pocos meses para familiarizarse con ellos antes de que fueran sometidos al Comité de Subvenciones Universitarias; sugirió varias enmiendas, algunas importantes y estructurales, y todas fueron aceptadas. La biblioteca se construyó en dos etapas y en 1967 se la nombró Biblioteca Brynmor Jones en honor al vicerrector de la universidad. 
Uno de los colegas de Larkin en Hull dijo que se convertiría en una gran figura en la bibliotecología británica de posguerra. Diez años después de que se terminó de construir la nueva biblioteca, Larkin creó registros informáticos de la colección completa de libros y la convirtió en la primera biblioteca de Europa en tener instalado GEAC, un sistema automatizado de circulación en línea. Richard Goodman escribió que el poeta se destacó como administrador, miembro del comité y árbitro: «Trataba a sus empleados de manera decente, y los motivaba. Lo hacía con una combinación de eficiencia, estándares altos, humor y compasión». Desde 1957 hasta su fallecimiento, su secretaria fue Betty Mackereth. La totalidad del acceso hacia él y sus colegas se llevaba a cabo a través de ella, y llegó a saber más de su vida que cualquier otro. Durante los treinta años que pasó allí, el stock de la biblioteca se multiplicó seis veces y el presupuesto aumentó doce veces, de £4500 a £448.500.

## Auge de su carrera

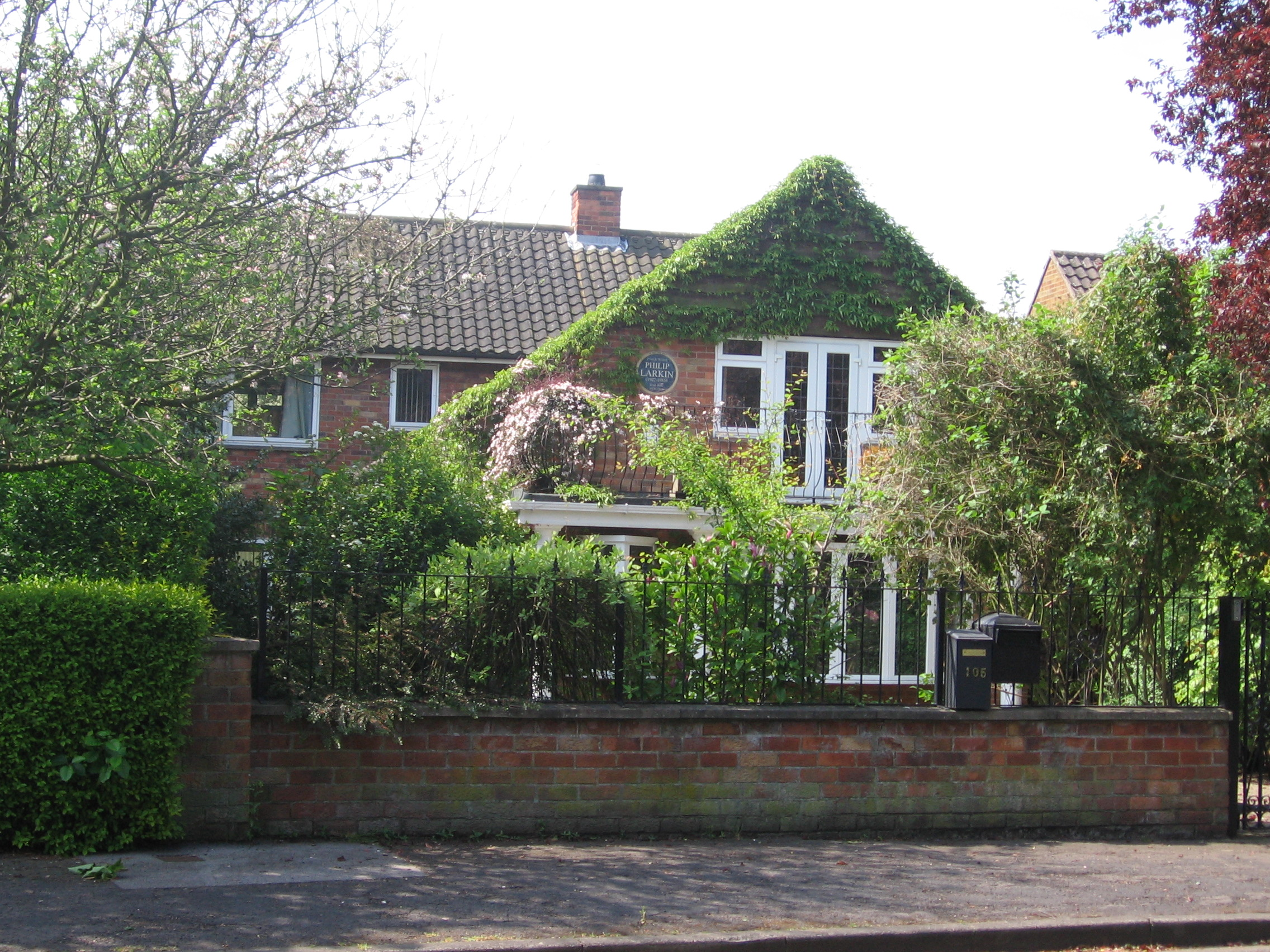
105 Newland Park, Hull fue el hogar de Larkin desde 1974 hasta su fallecimiento en 1985.

En febrero de 1961, la amistad de Larkin con su colega Maeve Brennan se convirtió en un romance, pese a las fuertes creencias católicas de ella. En la primavera de 1963, Brennan lo persuadió para que fuera con ella a un baile para el personal de la universidad, aunque el poeta prefería las reuniones más pequeñas. Este momento parece haber sido fundamental en su relación, ya que lo plasmó en su poema más largo (y no finalizado), The Dance. En esta época, también tras la insistencia de Brennan, Larkin aprendió a conducir un auto, el primero que tuvo en su vida: un Singer Gazelle. Mientras tanto, Monica Jones, cuyos padres habían fallecido en el otoño de 1959, compró una casa de vacaciones en Haydon Bridge, cerca de Hexham, que la pareja visitaría con regularidad. Su poema Show Saturday es una descripción del espectáculo de Bellingham en el valle North Tyne de 1973.
En 1964, cuando estaba a punto de publicar Las bodas de Pentecostés, Larkin fue el sujeto de un episodio del programa de arte Monitor, dirigido por Patrick Garland. El programa, que lo muestra siendo entrevistado por su colega poeta John Betjeman en varios lugares dentro y en los alrededores de Hull, le permitió jugar un papel significativo en la creación de su propia personalidad pública, la que hubiera preferido que imaginaran sus lectores.
Su rol en la creación de la nueva biblioteca Brynmor Jones en la Universidad de Hull había sido importante y demandante. Poco después de terminar la segunda y más grande fase de la construcción en 1969, pudo redirigir sus energías. En octubre de 1970, comenzó a trabajar en la composición de una nueva antología, The Oxford Book of Twentieth-Century English Verse (1973). Obtuvo una membresía de visitante en el All Souls College de Oxford por dos cursos académicos, lo que le permitió consultar la Biblioteca Bodleian de Oxford, una Biblioteca Nacional. Larkin fue uno de los especialistas más importantes en el nuevo estudio de la poesía de Thomas Hardy, la cual, en comparación con sus novelas, había sido pasada por alto; en su antología «idiosincrásica» y «controvertida», Hardy fue el poeta respetado de manera más generosa. Incluyó treinta y siete poemas de Hardy, comparados con los nueve de T. S. Eliot; los otros poetas más representados fueron W. B. Yeats, W. H. Auden y Rudyard Kipling. También incluyó seis de sus propias poesías, el mismo número de poemas de Rupert Brooke. En el proceso de compilación del volumen, se había sentido decepcionado al no encontrar más y mejores poemas tradicionalistas, lo que le sirvió de evidencia para demostrar que el clamor por los modernistas había ahogado sus voces. Las respuestas más favorables a la antología fueron las de Auden y John Betjeman, mientras que la más hostil fue la de Donald Davie, quien acusó al autor de «cinismo positivo» y de alentar «el triunfo perverso del filisteísmo, el culto del aficionado y la clase más débil de la identidad inglesa». Después de un período inicial de ansiedad por la recepción de su antología, Larkin disfrutó del clamor.
En 1971, Larkin retomó el contacto con su amigo de la escuela Colin Gunner, quien había tenido una vida picaresca. Su correspondencia mutua subsecuente ha adquirido notoriedad, ya que en esas cartas «fue particularmente franco sobre sus opiniones políticas y personales», expresando puntos de vista de derecha política y utilizando lenguaje racista. En el período entre 1973 y 1974, fue un miembro honorario del St John's College de Oxford y le fueron otorgados doctor honoris causa por parte de la Universidad de Warwick, la Universidad de Saint Andrews y la Universidad de Sussex. En enero de 1974, la Universidad de Hull le informó que dispondrían del edificio en Pearson Park donde vivía. Poco después, compró una casa apartada de dos plantas construida durante la década de 1950 en una calle llamada Newland Park, descrita por su colega universitario John Kenyon como «un aislamiento totalmente de clase media». Larkin, que se mudó a la casa en junio de ese año, pensaba que la propiedad, de cuatro habitaciones, era «muy distinguida» y aseguró: «No puedo decir que es el tipo de vivienda que es elocuente de la nobleza del espíritu humano».
Poco después de separarse de Maeve Brennan en agosto de 1973, Larkin asistió al servicio a la memoria de W. H. Auden en Christ Church, Oxford, con Monica Jones como su pareja oficial. Sin embargo, en marzo de 1975 recomenzó la relación con Maeve y tres semanas después inició un romance secreto con Betty Mackereth, quien había sido su secretaria durante veintiocho años, y le escribió el poema «We met at the end of the party». Pese a las dificultades logísticas de tener tres relaciones a la vez, esta situación continuó hasta marzo de 1978. Desde entonces, él y Jones fueron una pareja monógama.
En diciembre de 2010, como parte de las conmemoraciones por el vigésimo quinto aniversario de su fallecimiento, la BBC emitió un programa titulado Philip Larkin and the Third Woman (Philip Larkin y la tercera mujer) centrado en su romance con Mackereth, en el que ella habló por primera vez sobre su relación. El programa incluyó la lectura de un poema secreto descubierto recientemente, «Dear Jake», y reveló que Mackereth fue una de las inspiraciones para sus obras.

## Últimos años y fallecimiento

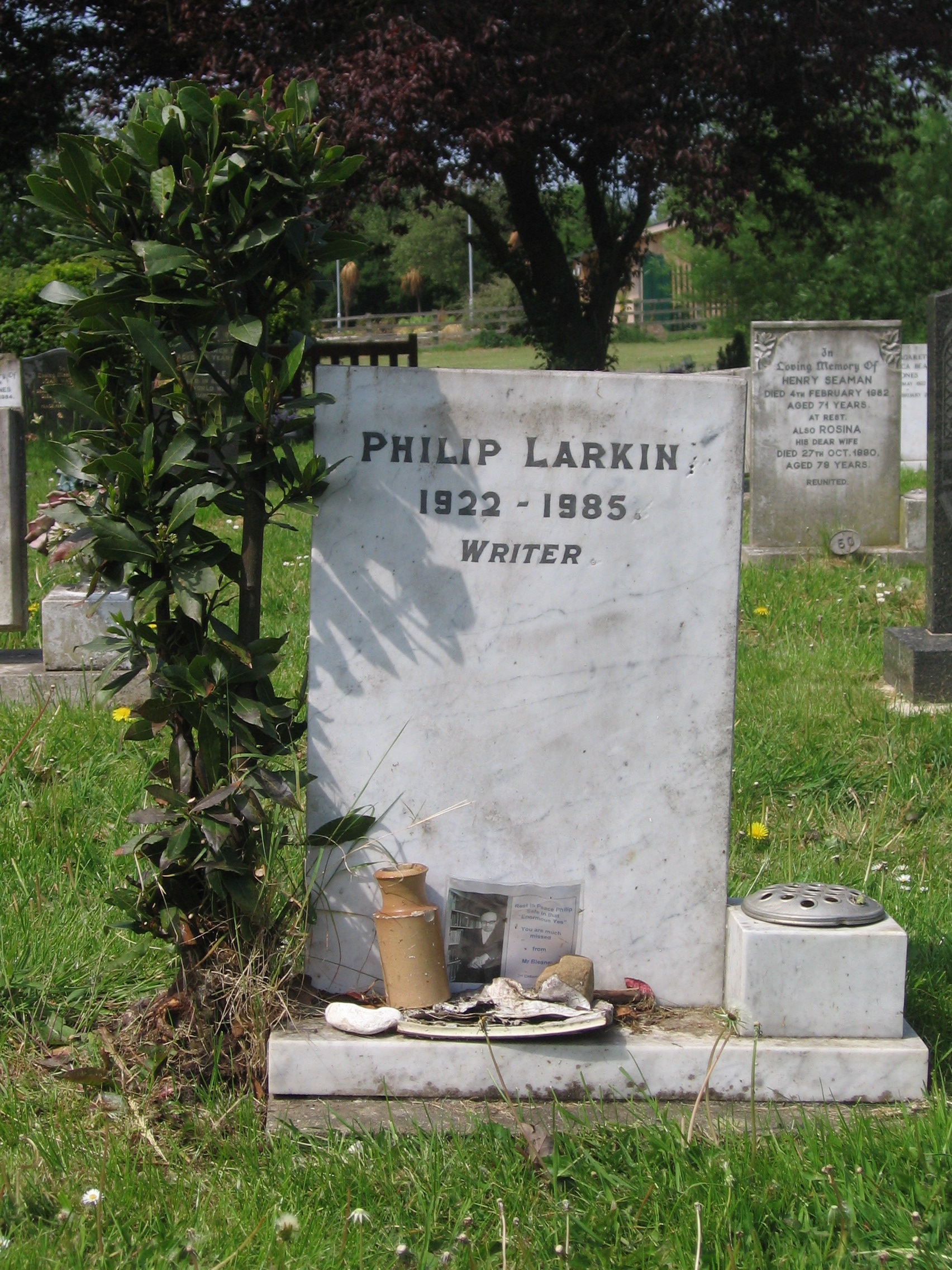
Lápida de la tumba de Larkin en el cementerio municipal de Cottingham, Cottingham, Yorkshire del Este.

En 1982, Larkin cumplió sesenta años. Plasmó este hito en una colección de ensayos titulada Larkin at Sixty (Larkin a los sesenta), editada por Anthony Thwaite y publicada por Faber and Faber. También se emitieron dos programas de televisión dedicados a él: un episodio de The South Bank Show presentado por Melvyn Bragg, en el cual Larkin colaboró fuera de cámara, y un especial de media hora de la BBC que fue diseñado y presentado por el político Roy Hattersley.
En 1983, Jones fue hospitalizada con culebrilla. La gravedad de sus síntomas, incluyendo sus efectos en los ojos, llenó de angustia al poeta. A medida que la salud de Monica fue empeorando, fue necesitando más cuidados: en un mes se mudó a su casa de Newland Park y permaneció allí durante el resto de su vida.
En el servicio a la memoria de John Betjeman, quien falleció en julio de 1984, le ofrecieron a Larkin el puesto de poeta laureado. Lo rechazó, ya que sentía que hacía mucho tiempo que había dejado de ser un poeta en un sentido significativo. Al año siguiente, comenzó a sufrir de cáncer de esófago; el 11 de junio se sometió a una operación, pero los médicos descubrieron que el cáncer se había extendido y que era inoperable. El 28 de noviembre sufrió un colapso y volvió a ingresar en el hospital. Falleció cuatro días después, el 2 de diciembre de 1985, a los 63 años de edad, y fue sepultado en el cementerio municipal de Cottingham, cerca de Hull. Su lápida dice «Philip Larkin 1922–1985 Writer» («Philip Larkin 1922-1985 Escritor»).
Larkin había solicitado en su lecho de muerte que se destruyeran sus diarios. Jones, la principal beneficiaria de su testamento, y Betty Mackereth cumplieron con su pedido; Mackereth desmenuzó los diarios sin leer página por página y luego los incineró. Su testamento resultó ser contradictorio en relación con sus demás papeles privados y obras no publicadas; los consejos legales dejaron el asunto a discreción de sus ejecutores literarios, quienes decidieron que el material no debía destruirse. Cuando falleció, el 15 de febrero de 2001, Jones dejó un millón de libras para la Catedral de San Pablo de Londres, la Abadía de Hexman y la Catedral de Durham.

## Producción creativa

### Juventud y primeras obras
Desde su adolescencia, Larkin escribió «incesantemente», tanto poemas, inspirados en Eliot y W. H. Auden, como obras de ficción: escribió cinco novelas completas y las destruyó una por una poco después de terminarlas. Cuando estudiaba en Oxford publicó por primera vez un poema, «Ultimatum», en la revista The Listener. En esta época comenzó a utilizar un seudónimo para sus obras en prosa, Brunette Coleman: con este nombre escribió dos relatos, Trouble at Willow Gables y Michaelmas Term at St Brides (2002), además de una supuesta autobiografía y un manifiesto creativo, igualmente ficticio, llamado «Para qué escribimos». Richard Bradford ha escrito que estas curiosas obras muestran «tres registros: indiferencia cautelosa, ingenioso simbolismo sobrescrito y una pizca de Lawrence y de prosa que parece revelar los sentimientos involuntarios de excitación sexual por parte de su autor».
Después de estas obras, Larkin comenzó su primera novela publicada, Jill (1946). Fue publicada por Reginald A. Caton, un editor de pornografía apenas legal, quien también publicaba otras obras de ficción para cubrir sus actividades principales. Cuando Jill se encontraba en la fase de preparación para su publicación, Caton le preguntó si también se dedicaba a la poesía. Esto llevó a que tres meses antes de la publicación de Jill se publicara El barco del norte (1945), una colección de poemas escritos entre 1942 y 1944 que mostraron una influencia creciente de Yeats. Inmediatamente después de terminar Jill, Larkin comenzó a trabajar en la novela Una chica en invierno (1947), que completó en 1945. Faber and Faber fue la editorial encargada de publicarla y la novela obtuvo buenas críticas: The Sunday Times la describió como poseedora de «una presentación exquisita y casi intachable». En los años siguientes hizo por lo menos tres intentos de escribir una tercera novela, pero no fue más allá de un comienzo sólido.

### Madurez

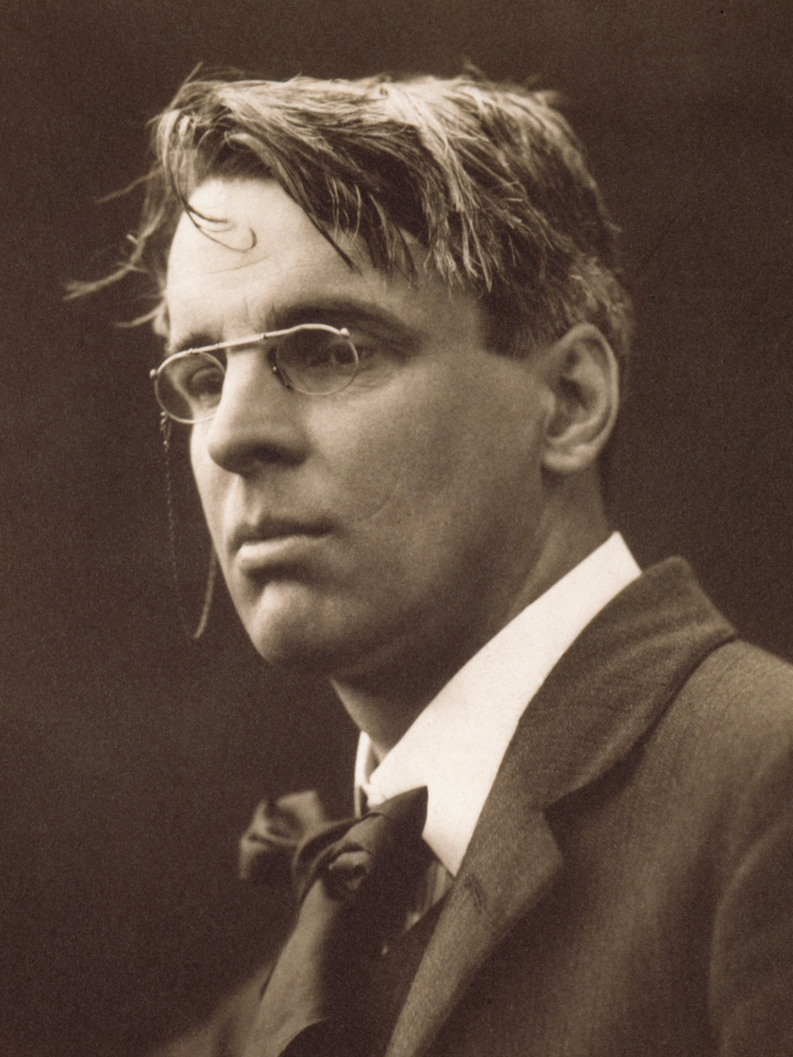
William Butler Yeats, cuyos poemas influenciaron a Larkin a mediados de la década de 1940.

Larkin alcanzó la madurez como poeta durante los cinco años que pasó en Belfast. Allí escribió la mayoría de los poemas de su siguiente colección publicada, Un engaño menor (1955), aunque ocho de los veintinueve poemas incluidos los había escrito a finales de la década de 1940. En este período, también realizó sus últimos intentos por escribir obras de ficción en prosa y ayudó muchísimo a su amigo Kingsley Amis con Lucky Jim, su primera novela publicada. En octubre de 1954, en un artículo de la revista The Spectator, se usó por primera vez el título The Movement (El movimiento) para describir una tendencia dominante en la literatura británica de posguerra. En 1953, el PEN Club Internacional publicó una antología poética e incluyó varios poemas suyos, junto con otros de Amis y Robert Conquest, y Larkin fue visto como parte del grupo. En 1951, Larkin compiló una colección denominada XX Poems, que había impreso en privado, con una tirada de solo cien copias. Muchos de los poemas publicados allí aparecerían en su siguiente volumen publicado.
En noviembre de 1955, The Marvell Press, una compañía independiente de Hessle (cerca de Hull) publicó Un engaño menor. Al principio el libro atrajo poca atención, pero en diciembre se lo incluyó en la lista de los Libros del año de The Times. Desde este momento creció la reputación del libro y las ventas aumentaron a lo largo de 1956 y 1957. Durante sus primeros cinco años en Hull, la cantidad de trabajo disminuyó su producción a un promedio de solo dos poemas y medio al año, pero, de todas formas, durante este período escribió algunos de sus poemas más reconocidos, tales como «Una tumba de Arundel», «Las bodas de Pentecostés» y «Aquí».
En 1963, Faber and Faber republicó Jill, con el añadido de una larga introducción escrita por él mismo que incluyó mucha información acerca de sus años en Oxford y su amistad con Kingsley Amis. El texto fue un preludio para el lanzamiento, al año siguiente, de Las bodas de Pentecostés, el volumen que sentó las bases de su reputación; casi inmediatamente después de su publicación obtuvo una membresía en la Royal Society of Literature. En los años siguientes, Larkin escribió varios de sus poemas más célebres, y a partir de la década de 1970 comenzó a redactar una serie de poemas más largos y sobrios, incluyendo «El edificio» y «The Old Fools». Todos estos poemas aparecieron en su colección final, Las ventanas altas, publicada en junio de 1974. Su uso más directo del lenguaje no atrajo elogios uniformes; no obstante, vendió más de veinte mil de copias solo en el primer año. Para algunos críticos, representa un retroceso con respecto a sus dos libros anteriores, aunque contiene varias de sus piezas más queridas, incluyendo «Este es el verso» y «La explosión», además del poema homónimo al título. «Annus Mirabilis» («Año de maravillas»), también de ese volumen, contiene la observación citada con frecuencia de que su vida sexual había comenzado en 1963, fecha que, según el narrador, había sido «muy tarde para mí»; sin embargo, había comenzado su vida sexual en 1945. Bradford, apoyado por algunos comentarios de las memorias de Maeve Brennan, sugiere que el poema conmemora el momento en que la relación de Larkin con Brennan pasó de ser romántica a sexual.
Más adelante en 1974, comenzó a trabajar en su último poema importante publicado, «Aubade». Lo terminó en 1977 y fue publicado en el número del 23 de diciembre de The Times Literary Supplement. Después de «Aubade», Larkin escribió solo un poema que ha atraído la atención de la crítica, «Love Again», publicado de forma póstuma e intensamente personal.

### Estilo poético

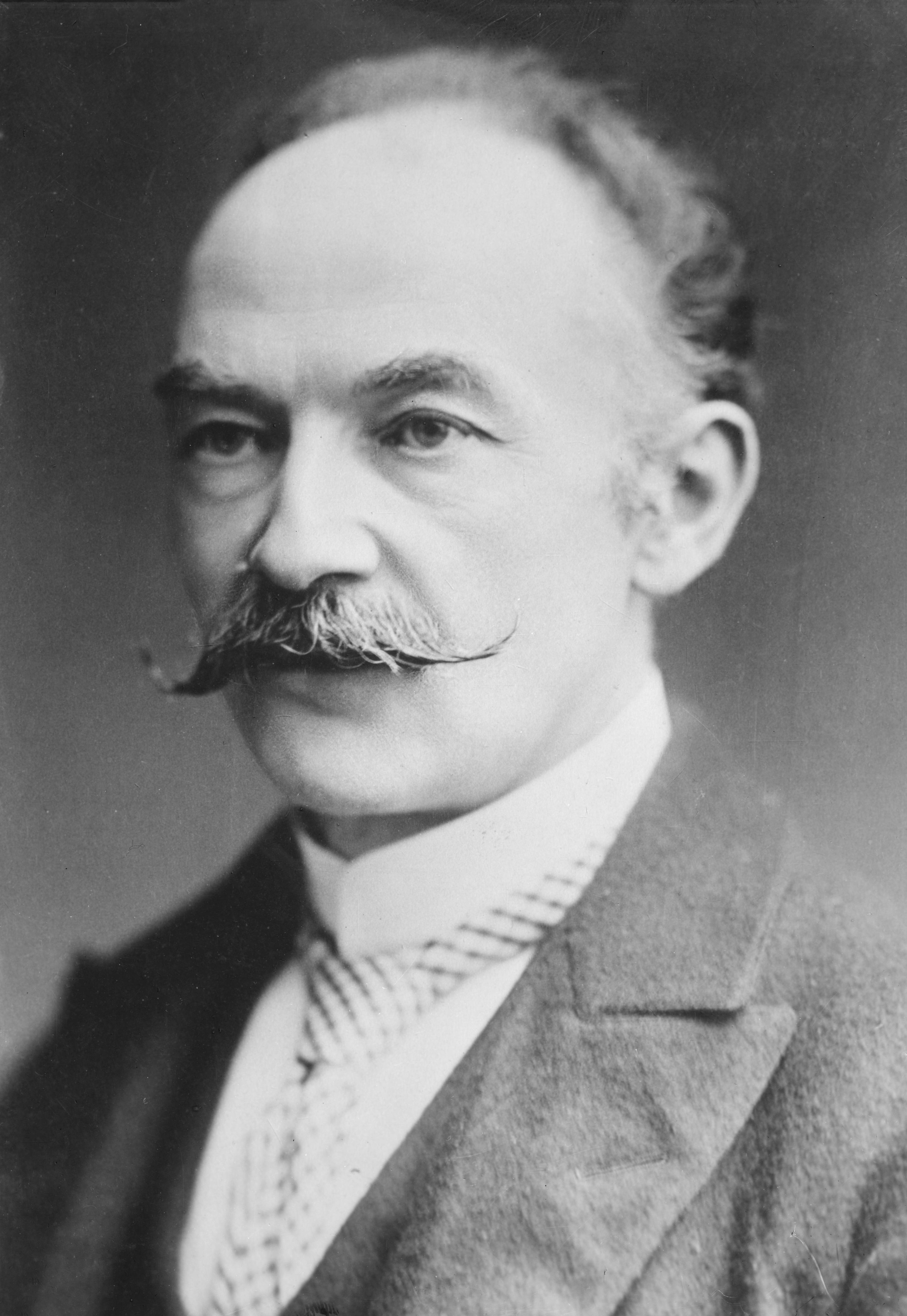
La poesía de Thomas Hardy fue la influencia que ayudó a Larkin a alcanzar su estilo maduro.

El estilo poético de Larkin ha sido caracterizado como una combinación de «un estilo ordinario y coloquial, con claridad, un tono tranquilo y reflectivo, subestimaciones irónicas y un compromiso directo con las experiencias triviales», mientras que Jean Hartley resumió su estilo como una «mezcla picante de lirismo y descontento».
Sus primeras obras mostraban la influencia de Eliot, Auden y Yeats, y el desarrollo de su identidad poética madura a principios de la década de 1950 coincidió con la creciente influencia de Thomas Hardy sobre él. Su estilo «maduro», evidenciado por primera vez en Un engaño menor, es «el de un observador apartado, a veces lúgubre y otras veces tierno» quien, en palabras de Hartley, observa «a personas ordinarias haciendo cosas ordinarias». Su personalidad poética madura se destaca por su «sencillez y escepticismo». Otras características recurrentes de las obras de su madurez son aperturas repentinas y «formas de verso muy estructuradas, pero flexibles».
Terence Hawkes ha señalado que mientras la mayoría de los poemas en El barco del norte son «de naturaleza metafórica, muy embebidos en las letras simbolistas de Yeats», el desarrollo posterior del estilo maduro de Larkin «no es un pasaje de Yeats a Hardy, sino un rodeo del momento yeatsiano (la metáfora) dentro de un marco del estilo de Hardy». Según Hawkes, «sus poemas giran alrededor de dos pérdidas: la pérdida del modernismo, que se manifiesta como 'el deseo de encontrar un momento de epifanía', y la pérdida de Inglaterra, o del Imperio Británico, que requiere que Inglaterra se defina a sí misma según sus propios términos cuando antes se podía definir el 'ser británico' en oposición con otra cosa».
En 1972, Larkin escribió el muy citado «Going, Going», un poema que expresa un fatalismo romántico en relación con su visión de Inglaterra, típica de sus últimos años. En el poema, predice una completa destrucción del campo, y expresa un sentido idealizado de unión e identidad nacionales: «E Inglaterra se irá... persistirá en las galerías; pero todo lo que quedará para nosotros será concreto y neumáticos». El poema termina con una afirmación contundente: «Solo creo que sucederá, pronto».
Su estilo está ligado con las temáticas y ámbitos a los que más recurrió en sus poemas, que incluyen a la muerte y el fatalismo, como en su último poema importante, «Aubade». El poeta Andrew Motion ha dicho sobre estos poemas que «su furia o desprecio siempre se evidencian a través de su lenguaje y de las satisfacciones de su articulado control formal», y contrasta dos aspectos de su personalidad poética: por un lado, el entusiasmo por los «momentos simbolistas» y la «narrativa libremente imaginativa», y por el otro lado la «factualidad sin remordimientos» y la «crudeza del lenguaje». Motion define esto como «una lucha de por vida entre opuestos» y concluye asegurando que su poesía es típicamente «ambivalente»: «Sus tres colecciones maduras han desarrollado actitudes y estilos de audacia imaginativa: en sus prolongados debates con la desesperación, dan condolencias en forma general, contienen pasajes de belleza con frecuencia trascendentales y demuestran una inclusividad poética que tiene grandes consecuencias para sus herederos literarios».

### Obras de no ficción en prosa
Larkin fue un destacado crítico del modernismo en el arte y la literatura contemporáneos. Su escepticismo se muestra en su forma matizada y esclarecedora en Required Writing, una colección de sus críticas a libros y ensayos, y en su forma inflamada y polémica en su introducción a su colección de críticas de jazz, All What Jazz, obtenidas de las 126 columnas escritas para The Daily Telegraph entre 1961 y 1971. Estas críticas son un ataque al jazz moderno y crecen hasta convertirse en una crítica total hacia el modernismo en las artes. Pese a la reputación que adquirió a conciencia como enemigo del modernismo, las críticas recientes hacia sus obras las han identificado como poseedoras de algunas características propias del modernismo.

## Legado

### Críticas a sus obras

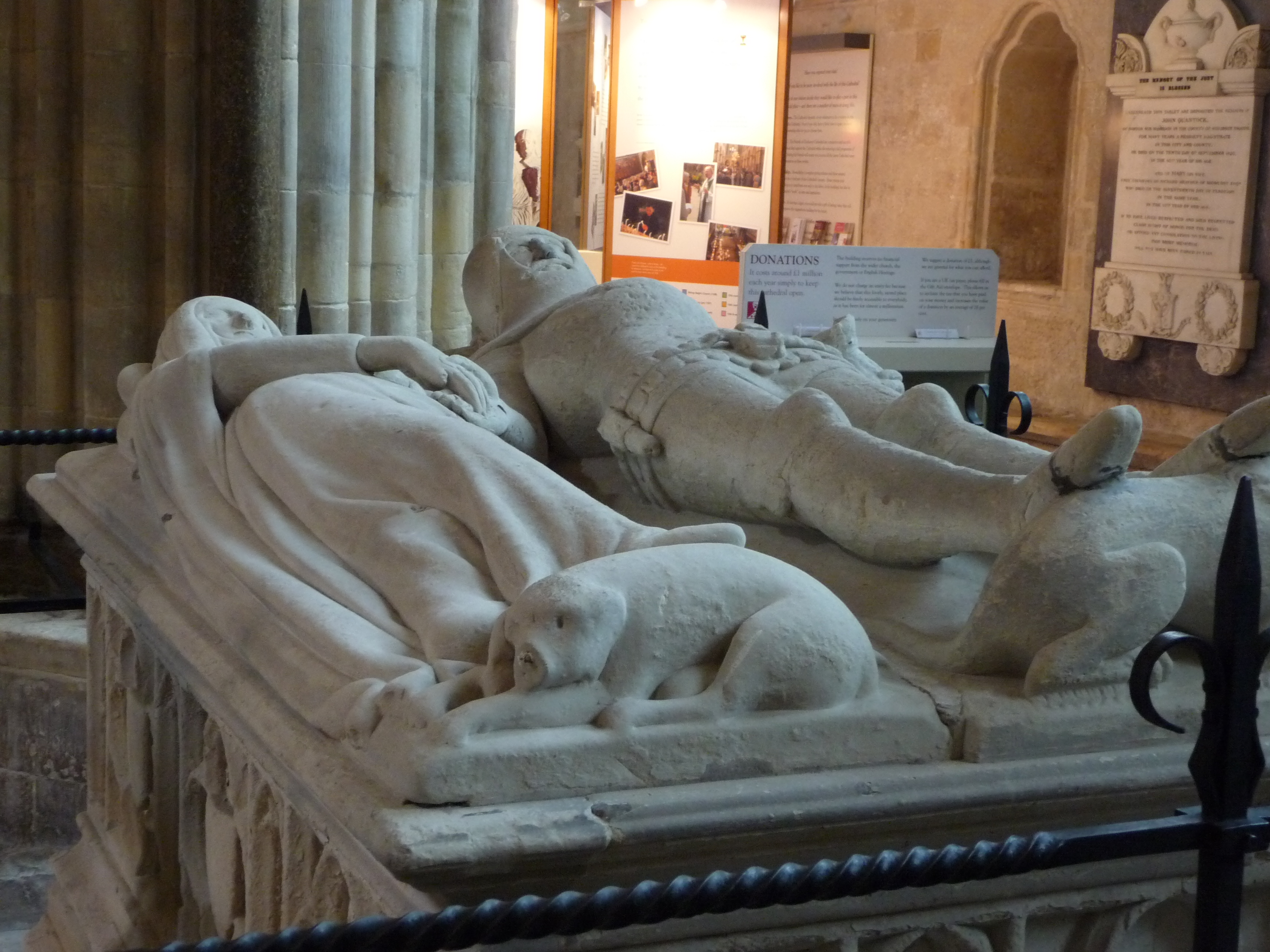
Esta tumba de Richard FitzAlan y su esposa Eleanor de Lancaster sirvió de inspiración para el poema «Una tumba de Arundel».

Cuando fue publicado por primera vez, en 1945, El barco del norte recibió una sola crítica, en el Coventry Evening Telegraph, que concluyó diciendo: «El Sr. Larkin tiene una visión interna que debe buscarse con cuidado. Su recóndita imagen está formada por frases que, a su vez, compensan mediante una especie de belleza melancólica sus carencias de lucidez. Sus lectores deben estar, en el presente, confinados a un círculo pequeño. ¿Llegarán sus obras a un público más amplio a medida que su capacidad literaria vaya mejorando?» Unos pocos años después, sin embargo, el poeta y crítico Charles Madge leyó el libro y le escribió a su autor elogiándolo por él. En 1966, cuando se relanzó la colección, los editores presentaron el libro como una obra de su juventud, y las críticas fueron amables y respetuosas; Elizabeth Jennings de The Spectator fue quien brindó el elogio más rotundo, diciendo: «pocos cuestionarán el valor intrínseco de El barco del norte, o la importancia de que sea reimpreso. Es bueno saber que Larkin podía escribir tan bien siendo tan joven».
The Times fue el primer medio que detectó Un engaño menor y lo incluyó en su Lista de Libros de 1955. A partir de ese momento, recibió varias críticas; la mayoría hizo hincapié en el impacto emotivo del libro y en su lenguaje «ingenioso y sofisticado». Los críticos de The Spectator opinaron que la colección «podría llegar a ser la mejor publicación en el país desde la guerra»; G. S. Fraser, en referencia a la asociación con The Movement, señaló que el autor ejemplificó «todo lo bueno de este 'nuevo movimiento' y ninguno de sus defectos». El The Times Literary Supplement lo describió como «un poeta de importancia excepcional», y en junio de 1956 el Times Educational Supplement le dio su visto bueno: «Tan nativo como una ostra de Whitstable, tan preciso en la expresión del pensamiento y la experiencia contemporáneos como cualquier otra cosa escrita en nuestra época, tan inmediato en su exhortación como la poesía lírica de antaño, podrá ser considerado por la posteridad como un monumento poético que marca el triunfo sobre la mistificación sin forma en los últimos veinte años. Con la poesía de Larkin, está yendo de regreso hacia el público promedio».
Sin embargo, en su momento existieron reacciones negativas: David Wright escribió en la revista Encounter que Un engaño menor sufrió de «la parálisis de escribir sobre lo seguro»; en abril de 1957, Charles Tomlinson escribió una columna para el periódico Essays in Criticism, titulada «La musa promedio», en la que atacó a los poetas de The Movement por su «media a escasa cultura», su «capacidad mental suburbana» y su «localismo», y criticó el sentido de la derrota «protector» de Larkin en particular. En 1962 A. Álvarez, el compilador de la antología The New Poetry, acusó al poeta de «pretencioso de pertenecer a la elite e incapaz de lidiar con los extremos violentos de la vida contemporánea».
Cuando se publicó Las bodas de Pentecostés, Álvarez continuó con sus ataques en una crítica en The Observer, en la que se quejó de la «circunspección aburrida» de las temáticas de los poemas de la antología. Sin embargo, elogió las críticas como compensación. John Betjeman opinó que el autor había «cerrado la brecha entre la poesía y el público, que los experimentos y la oscuridad de los últimos cincuenta años hicieron tanto por ampliar». En The New York Review of Books Christopher Ricks escribió sobre el «refinamiento de la autoconciencia, por lo general impecable en su ejecución» y su capacidad para reunir «el mundo de todos, el lugar donde, al final, encontramos nuestra felicidad, o jamás la encontramos». Señaló que en su opinión Larkin era el mejor poeta de Gran Bretaña en ese momento.
En su biografía, Richard Bradford escribió que las críticas hacia Ventanas altas mostraron una «admiración genuina», pero nota que la mayoría encontró problemas al describir «al genio trabajando» en poemas tales como «Annus Mirabilis», «La explosión» y «El edificio», y explicó también por qué los críticos creían que todos eran tan «radicalmente diferentes» el uno del otro. Robert Nye de The Times superó este problema «tratando las diferencias como máscaras poco efectivas ante una presencia consistentemente repugnante».
En Larkin at Sixty, entre los retratos de amigos y colegas tales como Kingsley Amis, Noel Hughes y Charles Monteith y poemas dedicados escritos por John Betjeman, Peter Porter y Gavin Ewart, varios críticos y poetas analizaron las diferentes fases de la producción literaria de Larkin: Andrew Motion, Christopher Ricks y Seamus Heaney analizaron los poemas, Alan Brownjohn las novelas y Donald Mitchell y Clive James sus críticas de jazz.

### Críticas a Larkin

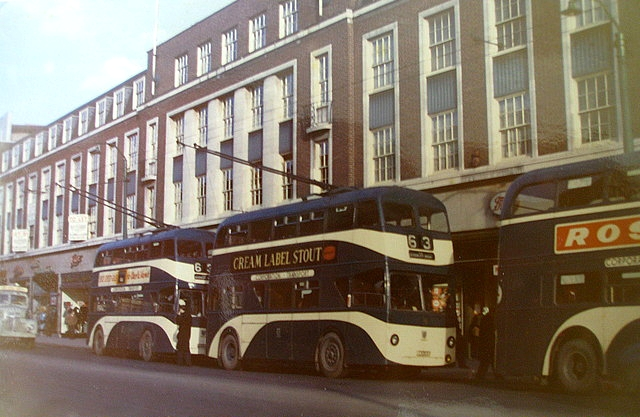
S. K. Chatterjee habla de la importancia de los factores económicos, sociopolíticos y culturales en la obra de Larkin.

En 1980, Neil Powell escribió que «Tal vez sea justo decir que Philip Larkin es menos aclamado en los círculos académicos que Thom Gunn o Donald Davie». Pese a esto, en los años recientes su imagen ha mejorado y su obra ha sido analizada con mayor profundidad. En palabras de Tijana Stojkovic, «el poeta es un ejemplo excelente del estilo plano en los tiempos modernos». Robert Sheppard señaló que «hay un consenso general acerca de que su obra es ejemplar». Según Keith Tuma, «Larkin es el poeta más célebre y probablemente el más exitoso de The Movement; su poesía va más allá de lo que indica su reputación de pesimista severo y sus anécdotas de un hombre de clase media decepcionado».
El libro Philip Larkin: Subversive Writer (Philip Larkin: escritor subversivo) de Stephen Cooper abarca el tema del carácter cambiante de los estudios de Larkin. Cooper señala que «La interacción de signos y motivos en las primeras obras orquesta una subversión hacia las actitudes convencionales que se tienen con respecto a la clase, el género, la autoridad y el sexo». Cooper lo identifica como un escritor progresivo, y percibe en las cartas una «demanda por un concepto alternativo de la masculinidad, la femineidad y la organización social y política». Analiza sus obras completas, incluyendo su correspondencia no publicada, para desmentir su imagen de reaccionario racista y misógino. En vez de eso, identifica una «imaginación subversiva» en la persona del autor. En particular, destaca «el rechazo del poeta hacia la hipocresía de las políticas sexuales convencionales, que dificultan las vidas de ambos sexos en proporciones iguales».
En un estilo similar al de Cooper, Stephen Regan nota en un ensayo titulado «Philip Larkin: a late modern poet» que este solía apoyar instrumentos asociados con las prácticas experimentales del modernismo, tales como «la extrañeza lingüística, la literariedad autoconsciente, el autocuestionamiento radical, los cambios repentinos de voz y registro, los puntos de vista y perspectivas complejas y la intensidad simbolista».
Otra indicación de esta nueva dirección es la opinión crítica de S. K. Chatterjee, quien dijo que «Larkin ya no es solo un nombre, sino una institución, un monumento cultural nacional británico moderno». La opinión que Chatterjee tenía sobre el poeta se basa en un análisis detallado de su estilo poético. Notó un desarrollo desde sus primeras obras hasta las últimas, con un cambio en el estilo «desde la opulencia verbal a través de un reconocimiento de la autoironía y la autonegación del potencial del lenguaje hasta un dominio lingüístico donde lo que siempre fue incompatible (como las oposiciones binarias tradicionales entre lo absoluto y lo relativo, lo abstracto y lo concreto, las caídas y los ascensos y lo individual y lo múltiple) se descubre como el último bloque de un artista que aspira a crecer por sobre el punto muerto de lo mundano». Esto contrasta con una antigua opinión, que aseguraba que su estilo apenas había cambiado a lo largo de su carrera poética. Chatterjee identifica este punto de vista como tipificado por el comentario de Bernard Bergonzi de que «la poesía de Larkin no se desarrolló entre 1955 y 1974». Sin embargo, para Chatterjee, la poesía responde en gran medida a «varios factores económicos, sociopolíticos, literarios y culturales».
Chatterjee sostiene que «El lado positivo de la visión de la vida de Larkin se esconde debajo del barniz derrotista de su poesía». Este positivismo, según Chatterjee, se evidencia de manera más notable en sus últimas obras. A lo largo de su carrera poética, «el desarrollo actitudinal más notable se ve en su opinión sobre la vida, que pasó de ser casi irremediablemente sombría y pesimista en El barco del norte a ser cada vez más y más positiva con el paso del tiempo».
La idea de que Larkin no fue un nihilista o un pesimista, sino que demostró optimismo en sus obras, no es apoyada de manera universal, pero el extenso estudio de Chatterjee sugiere el grado al que están trascendiendo los viejos estereotipos de su persona. Un ejemplo clásico de estos estereotipos es el juicio de Bryan Appleyard (citado por Maeve Brennan) de que los escritores que «han adoptado una postura personal de pesimismo extremo y aversión hacia el mundo [...] Ninguno ha hecho tanto hincapié en la pequeñez y la trivialidad como Larkin el hombre». Las críticas recientes hacia el poeta demuestran un grupo de valores más complejo en sus poemas y a través de la totalidad de sus obras.
Matthew Johnson ha resumido el debate y ha observado que la mayoría de las críticas hacia él «no analizan realmente al hombre, sino que discuten de una manera codificada e implícita los supuestos valores del 'ser británico' que él representa». Las diversas y cambiantes opiniones acerca del ser británico se reflejan en las opiniones cambiantes hacia Larkin y hacia el interés intelectual más sostenido por el carácter nacional inglés, como se demuestra en las obras de Peter Mandler, quien explica por qué hay un aumento en el interés profesional hacia Larkin.
Otra opinión similar a las de Johnson y Regan es la de Robert Crawford, quien sostiene que «En varias maneras, el trabajo de Larkin depende, y se desarrolla, desde el modernismo». Además, «demuestra cuán inexacta es la palabra 'inglés'».
Pese a estos análisis recientes, Larkin y su círculo siguen siendo rechazados por los críticos y poetas modernistas. Por ejemplo, el poeta Andrew Duncan, en una columna sobre The Movement que escribió en su sitio web, nota que «parece haber un consenso muy amplio sobre que fue algo malo, y que los poemas de The Movement son tediosos, superficiales, petulantes, sentenciosos, muertos emocionalmente, etcétera. Sus sucesores en su mayoría comparten varias de estas características. El libro de Wolfgang Gortschacher en Little Magazine Profiles muestra que había una gran escasez de revistas durante la década de 1950, un empobrecimiento de recursos que se relaciona con la poesía rígida y conservadora, y con la hegemonía de unos pocos determinados a excluir a los disidentes». Peter Riley, uno de los principales exponentes del British Poetry Revival, que fue una reacción en contra de los poetas de The Movement, también lo ha criticado por su posición poco crítica y angosta ideológicamente: «Después de todo, Larkin y The Movement fueron una negación de la ética efusiva de la poesía desde 1795 en adelante, para plantear 'Así es la vida en realidad' como si alguien pensara por un segundo en representar la 'vida' observable. W.S. Graham y Dylan Thomas sabían perfectamente bien cómo era la 'vida', si lo pones en esos términos, y es por esa razón que llegaron a todas partes».

### Reputación póstuma
La reputación póstuma de Larkin se vio profundamente afectada por la publicación en 1992 de la edición de Anthony Thwaite de sus cartas y, al año siguiente, de su biografía oficial, Philip Larkin: A Writer's Life por Andrew Motion. Estos libros revelaron su obsesión por la pornografía, su racismo, su creciente simpatía por la derecha política y sus expresiones venenosas habituales. En 1990, incluso antes de la publicación de estos dos libros, Tom Paulin escribió que «su obscenidad está llena de prejuicios que no son ordinarios, comunes o aceptables en el lenguaje poético en el que están tan alegremente sumergidos». Las cartas y la biografía de Motion alimentaron más opiniones de este tipo, como el comentario de Lisa Jardine en The Guardian de que «el ser británico de la poesía de Larkin lleva consigo un bagaje de actitudes que ahora las Selected Letters hacen explícito». Por otro lado, el novelista Martin Amis, en The War Against Cliché, le restó importancia a estos descubrimientos, con el argumento de que las cartas en particular no muestran más que una tendencia del poeta de adaptar sus palabras según el destinatario. Esta idea aparece desarrollada en la biografía de Richard Bradford: este compara el estilo que usa en su correspondencia con la escritora Barbara Pym con el que adoptó de su antiguo amigo de la escuela, Colin Gunner. Sobre Letters to Monica (2010) Graeme Richardson señaló que esta colección «colabora, en cierta forma, con la restauración de su imagen manchada, ya que revela que este no es el siniestro casi violador de corazón oscuro del que todos creían que era correcto abusar en la década de 1990».
El escritor Richard Palmer trata de resolver las opiniones contradictorias sobre el racismo del autor en su libro Such Deliberate Disguises: The Art of Philip Larkin, citando una carta que Larkin le escribió a Betjeman. Según Palmer, todo el furor sobre el 'racismo' que surgió tras la publicación de las cartas y de la biografía no tiene sentido:

«El afroamericano trata de ir un paso más adelante que solo puede compararse con el fin de la esclavitud en el siglo XIX. Y pese a los perros, las mangueras y las quemaduras, ya se han hecho avances para que el afroamericano tenga derechos civiles que habrían sido inconcebibles cuando Louis Armstrong era un muchacho. Estos avances sin duda continuarán. Solo terminarán cuando el afroamericano tenga un buen hogar, educación y cuidados médicos iguales a los del hombre blanco».
Philip Larkin

En una reseña del libro de Palmer, John G. Rodwan, Jr. señaló que «Larkin también escribió esto: 'Encuentro el estado de la nación muy terrorífico. En diez años probablemente nos ocultemos bajo nuestras camas mientras grupos de negros roban todo lo que pueden'. Y esto: 'Ya no vamos a partidos de cricket, hay muchos malditos negros'. Si estas declaraciones no muestran a un verdadero racista...».
Pese a la controversia sobre su vida y opiniones personales, Larkin continúa siendo uno de los poetas más populares de Gran Bretaña. En 2003, casi dos décadas después de su fallecimiento, fue elegido como «el poeta más querido de Gran Bretaña» en una encuesta hecha por la Poetry Book Society, y en 2008 The Times lo nombró como el mejor poeta británico de posguerra. Tres de sus poemas, «Este es el verso», «Las bodas de Pentecostés» y «Una tumba de Arundel», fueron incluidos en la lista Nation's Top 100 Poems (Los mejores cien poemas de la nación) después de ser elegidos por los espectadores del programa Bookworm de la BBC en 1995. En el siglo XXI, el interés de los medios por él ha aumentado; la colección Las bodas de Pentecostés es uno de los textos de poesía disponibles en el Assessment and Qualifications Alliance English Literature, mientras que Las ventanas altas se encuentra en la organización Oxford, Cambridge and RSA Examinations. En 1995, diez años después de la muerte del poeta, se fundó la Philip Larkin Society. En 2010, se adhirieron extractos de sus poemas a los autobuses de Hull.

### Grabaciones
En 1959, The Marvell Press publicó Listen presents Philip Larkin reading The Less Deceived (Listen presenta a Philip Larkin leyendo Un engaño menor), una grabación en LP donde el autor recita todos los poemas de Un engaño menor en el orden en que aparecen en el volumen impreso. En 1965, le siguió Philip Larkin reads and comments on The Whitsun Weddings (Philip Larkin lee y comenta Las bodas de Pentecostés), nuevamente con la compañía de grabaciones de The Marvell Press (aunque Faber y Faber publicaría el volumen impreso). Nuevamente lee los poemas en el mismo orden en el que aparecen en la versión impresa, pero en este caso realiza comentarios introductorios antes de la mayoría. En 1975, la compañía Argo publicó una grabación en la que el poeta lee los poemas de su última colección, Las ventanas altas, con el título British poets of our time. Philip Larkin; High Windows: poems read by the author (Poetas británicos de nuestra época. Philip Larkin; Las ventanas altas: poemas leídos por el autor), editada por Peter Orr. Como en las dos grabaciones anteriores, la secuencia de los poemas es igual a la del libro impreso.
Larkin también aparece en varias antologías de poesía en versión audio: en The Jupiter Anthology of 20th Century English Poetry – Part III (La antología Júpiter de la poesía inglesa del siglo XX - Parte III), publicada en 1963, se incluyeron «Una tumba de Arundel» y «Sr. Bleaney» (en 1967 se lanzó esta misma grabación en los Estados Unidos, por la compañía Folkways, con el título Anthology of 20th Century English Poetry – Part III -Antología de la poesía inglesa del siglo XX - Parte III'-); en The Poet Speaks (El poeta habla), de 1968, se incluyeron los poemas «Wants», «Coming», «Nothing to be Said», «Días» y «Dockery and Son»; en On Record, publicada en 1974 por Yorkshire Arts Association, aparecieron «Aquí», «Días», «Siguiente, por favor», «Vientos de boda», «Las bodas de Pentecostés», «XXX» y «XIII» (estos últimos dos poemas pertenecientes a El barco del norte); y en Douglas Dunn and Philip Larkin, publicada en 1984 por Faber and Faber, se puede oír al autor leyendo trece poemas, entre los que se incluye, por primera vez en una grabación, «Aubade».
Pese al hecho de que Larkin hizo grabaciones de audio de sus tres colecciones más importantes y grabaciones separadas de grupos de poemas para otras antologías en el mismo formato, obtuvo una reputación de poeta reticente a realizar grabaciones donde leía sus propias obras. Aunque expresó su disgusto por el sonido de su propia voz («Soy de Coventry, entre la sensiblería de Leicester y el tono quejoso de Birmingham, sabes; a veces esto se nota»), la evidencia indica que este detalle evitó que diera lecturas públicas de sus propias obras, pero no le molestaba hacer grabaciones en audio de sus poemas. 
En 1980, el Poets' Audio Center, de Washington, invitó a Larkin a que grabase una selección de poemas del rango completo de su producción poética publicada en una cinta de casete de la Watershed Foundation. Realizó la grabación en febrero de 1980 (él mismo cubrió los gastos) con la ayuda de John Weeks, un ingeniero de sonido colega de la Universidad de Hull. Aunque las negociaciones entre el autor, sus editores y la Watershed Foundation colapsaron, en 1981 pudo vender la grabación, en la que lee veintiséis poemas seleccionados de sus cuatro volúmenes canónicos de poesía, a la Sala de Poesía de la Universidad de Harvard. En 2004, se encontró una copia de esta grabación en el estudio del ingeniero que lo había ayudado a hacerla; más tarde, la copia del propio Larkin apareció en el archivo homónimo de la Universidad de Hull. La noticia del «descubrimiento» de la grabación llegó a la prensa en 2006, y se incluyeron extractos del reporte en un informe de Sky News. En marzo de 2008, la BBC Radio 4 emitió un programa en el que se examinó con mayor profundidad el descubrimiento, llamado The Larkin Tapes (Las cintas de Larkin). Faber and Faber lanzó las grabaciones en forma de CD en enero de 2009, con el título The Sunday Sessions (Las sesiones dominicales).
En contraste con el gran número de cintas de audio en las que Larkin apareció leyendo sus propias obras, el autor realizó muy pocas apariciones en televisión. El único programa en el que aceptó participar fue Down Cemetery Road (1964), de la serie Monitor de la BBC, donde fue entrevistado por John Betjeman. La filmación se llevó a cabo en y alrededor de Hull y en North Lincolnshire, y lo mostró en su entorno natural: en su apartamento en Pearson Park, en la biblioteca Brynmor Jones y en visitas a iglesias y cementerios. BBC Four ha emitido la película recientemente.
En 1982, como parte de las celebraciones por su sexagésimo cumpleaños, Larkin fue el «sujeto» del programa The South Bank Show. Aunque rechazó la invitación para aparecer en el programa, grabó «muchos poemas» en cinta especialmente para The South Bank Show. Melvyn Bragg comentó sobre el programa que el poeta había cooperado por completo. El episodio, emitido el 30 de mayo, contó con contribuciones de Kingsley Amis, Andrew Motion y Alan Bennett. Bennett también fue filmado leyendo varios poemas del homenajeado pocos años más tarde, en una edición de Poetry in Motion, emitido por el Channel 4 en 1990.

### Obras de ficción basadas en su vida
En 1999, Oliver Ford Davies protagonizó la obra de teatro de Ben Brown Larkin With Women en el Teatro Stephen Joseph, Scarborough, y volvió a encarnar su personaje en el Teatro Orange Tree, de Londres, en 2006. Faber and Faber, la principal editorial de las obras de Larkin, publicó la obra. Ambientada en las tres décadas posteriores a la llegada del poeta a Hull, explora sus largas relaciones con Monica Jones, Maeve Brennan y Betty Mackereth. En la tarde del sábado 29 de junio de 2006, Tom Courtenay realizó una preproducción de otra obra relacionada con él, un monólogo llamado Pretending to Be Me, en el Middleton Hall de la Universidad de Hull. Más tarde incluyó la obra en el programa de la Segunda Conferencia Internacional sobre la Obra de Philip Larkin en Hull, y en noviembre de ese año, la presentó en el West Yorkshire Playhouse, para luego transferirla al Comedy Theatre del West End londinense. En 2005 se lanzó una versión en audio de la obra, basada en sus cartas, entrevistas, diarios y poemas. En junio de 2010, Courtenay regresó a la Universidad de Hall para interpretar una nueva versión revisada de Pretending to Be Me, titulada Larkin Revisited, con el objetivo de colaborar con la campaña para construir una estatua del homenajeado para el festival Larkin 25.
En julio de 2003, BBC Two emitió una obra titulada Love Again (el título se corresponde con el de uno de los poemas más personales y dolorosos del autor) en la que se abarcaron sus últimos treinta años de vida, aunque no se grabó cerca de Hull. Fue protagonizada por Hugh Bonneville, y ese mismo año el Channel 4 emitió el documental Philip Larkin, Love and Death in Hull.
En abril de 2008, la BBC Radio 4 transmitió una obra de Chris Harrald titulada Mr Larkin's Awkward Day, en la que se cuenta sobre la broma que le hizo en 1957 su amigo Robert Conquest, también poeta.
En 1946, Edmund Crispin, un amigo de la universidad y el especialista en órganos de St. John's, escribió una novela de detectives ambientada en Oxford y titulada The Moving Toyshop, en la que un profesor de literatura inglesa observa, al recibir un ensayo titulado «La influencia de Sir Gawain sobre Empédocles en Etna de Arnold»: «Dios mío. Debe ser Larkin: el buscador más infatigable de correspondencia sin sentido que el mundo haya conocido».

## Memoriales

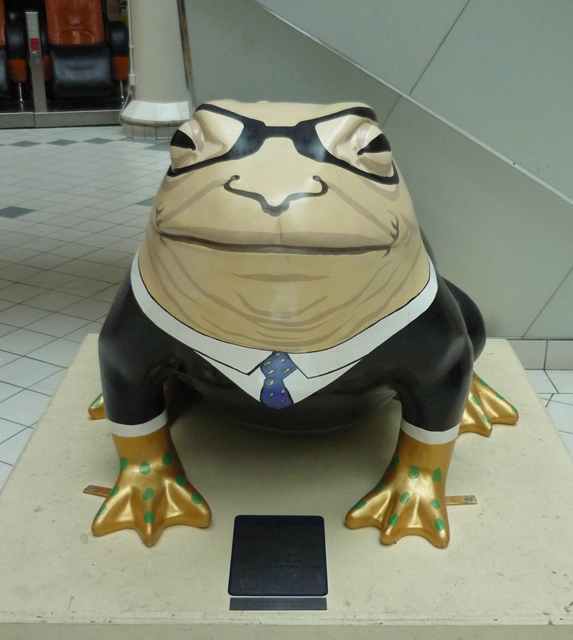
Escultura de Larkin en forma de sapo, exhibida en Kingston upon Hull durante el Festival Larkin 25 en 2010.

En Kingston upon Hull, donde Larkin trabajó y escribió gran parte de sus poemas, se erigieron varios memoriales en su honor. En el sector para profesores y salas de lectura de la Universidad de Hull se encuentran el Edificio Larkin y el Centro Philip Larkin para la Poesía y la Escritura Creativa, que realiza un programa regular de eventos literarios.
En 2010, la ciudad conmemoró el vigésimo quinto aniversario de su muerte con el Festival Larkin 25. Se proyectó una cinta para ilustrar el poema «Aquí», su himno a Hull y a Yorkshire del Este. El 17 de julio del mismo año, se exhibieron en la ciudad cuarenta esculturas de sapos decoradas, llamadas «Larkin con sapos», como tributo a su poema «Sapos».
El escultor Martin Jennings construyó una estatua de Larkin de bronce en tamaño real, revelada en Hull Paragon Interchange el 2 de diciembre, cerrando los eventos de Larkin 25. Tiene una inscripción, That Whitsun I was late getting away («Ese Pentecostés tardé en irme»), del poema Las bodas de Pentecostés. Las cien mil libras que se necesitaron para construir la estatua, diseñada también por Jennings, fueron recaudadas mediante eventos de caridad y subastas auspiciadas por el Consejo de la Ciudad de Hull. «Fanfare for Larkin», canción compuesta para la ocasión, acompañó el momento en que se reveló la estatua.

## Obras

### Poesía
- The North Ship, The Fortune Press, 1945, ISBN 9780571105038.
- XX Poems, Privately Printed, 1951.
- The Less Deceived, The Marvell Press, 1955, ISBN 978-0900533068.
  - «Church Going»
  - «Toads»
  - «Maiden Name»
  - «Born Yesterday» (escrito por el nacimiento de Sally Amis)
  - «Lines on a Young Lady's Autograph Album»
- The Whitsun Weddings, Faber and Faber, 1964, ISBN 9780571097104.
  - «The Whitsun Weddings»
  - «An Arundel Tomb»
  - «A Study of Reading Habits»
  - «Home is So Sad»
  - «Mr Bleaney»
- High Windows, Faber and Faber, 1974, ISBN 9780571114511.
  - «This Be The Verse»
  - «Annus Mirabilis»
  - «The Explosion»
  - «The Building»
  - «High Windows»
- Thwaite, Anthony, ed. (1988), Collected Poems, Faber and Faber, ISBN 0-571-15386-0.
  - «Aubade» (publicado por primera vez en 1977)
  - «Party Politics» (último poema publicado)
  - «The Dance» (no terminado ni publicado)
  - «Love Again» (no publicado)
- Thwaite, Anthony, ed. (2003), Collected Poems, Faber and Faber, ISBN 9780571216543.
  - The North Ship
  - The Less Deceived
  - The Whitsun Weddings
  - High Windows
  - Dos apéndices de todos los demás poemas publicados, incluyendo XX Poems

### Ficción
- Jill, The Fortune Press, 1946, ISBN 9780571225828.
- A Girl in Winter, Faber and Faber, 1947, ISBN 9780571225811.
- Booth, James, ed. (2002), «Trouble at Willow Gables» and Other Fiction 1943–1953, Faber and Faber, ISBN 0-571-20347-7.

### No ficción
- All What Jazz: A Record Diary 1961–1971, Faber and Faber, ISBN 9780571134762.
- Required Writing: Miscellaneous Pieces 1955–1982, Faber and Faber, 1983, ISBN 9780571131204.
- Further Requirements: Interviews, Broadcasts, Statements and Book Reviews 1952–1985, Faber and Faber, ISBN 9780571216147.
- Larkin, Philip (1979),  Brennan, Maeve, ed., 'A Lifted Study-Storehouse': The Brynmor Jones Library 1929–1979, updated to 1985, The Brynmor Jones Library 1929–1979, Hull University Press (publicado el 1987), ISBN 0-85958-561-1.
- Larkin, Philip, ed. (1973), The Oxford Book of Twentieth-Century English Verse, Oxford University Press, ISBN 978-0198121374.
- Thwaite, Anthony, ed. (1992), Selected Letters of Philip Larkin, 1940–1985, Faber and Faber, ISBN 0-571-17048-X.
- Thwaite, Anthony, ed. (2010), Letters to Monica, Faber and Faber, ISBN 0-571-23909-9.

### Libros editados en español
- Ventanas altas, Lumen, 1990, ISBN 9788426427618.
- El barco del norte, Acuarela, 1991, ISBN 9788493026905.
- Un engaño menor, Comares, 1991, ISBN 9788487708060.
- Ventanales en lo alto y otros poemas, Universidad Autónoma Metropolitana, 1993, ISBN 9789706200457.
- Poemas sueltos (1964-1984), Diputación provincial de Albacete, 1995, ISBN 9788486919887.
- All What Jazz: Escritos sobre jazz, Paidós, 2004, ISBN 9788449315565.
- Jill, Impedimenta, 2007, ISBN 9788417553876.
- Las bodas de Pentecostés, Lumen, 2007, ISBN 9788426416094.
- Una chica en invierno, Impedimenta, 2015, ISBN 9788415979579.
- Enredo en Willow Gables, las novelas de Brunette Coleman, Editorial Impedimenta, 2022, ISBN 978-84-18668-60-9